# 리사 퍼라데이

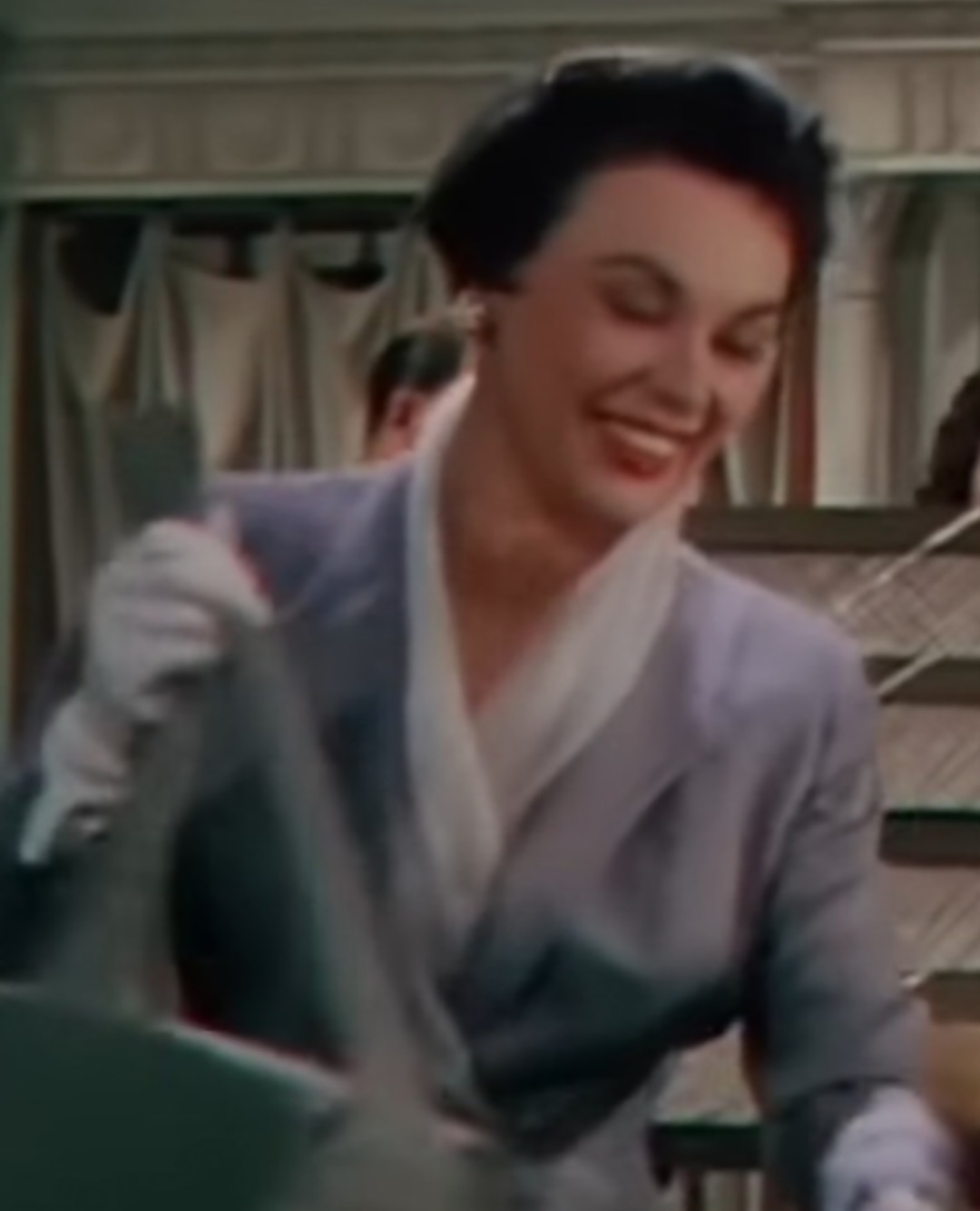

리사 퍼라데이(Lisa Ferraday, 1921년 3월 10일 ~ 2004년 3월 22일)는 루마니아의 배우, 모델, 영화배우이다.
아라드에서 태어났으며 팜비치에서 사망하였다.

## 영화
- 벨 오브 뉴욕 (1952년)
- 킬리만자로의 눈 (1952년)
- 쇼 보트 (1951년)